# To Be or Not to Be (álbum)
To Be or Not to Be é o nono álbum de estúdio da banda japonesa de rock e visual kei Nightmare, lançado em 19 de março de 2014 em três edições: o tipo A, B e C.

## Recepção
Alcançou a décima primeira posição nas paradas da Oricon Albums Chart.

## Turnê
A turnê de lançamento do álbum intitulada "NIGHTMARE TOUR 2014 TO BE OR NOT TO BE: That is the Question.", com um total de 20 shows pelo Japão, começou em abril de 2014 e terminou em 15 de junho com sua última perfomance em "Tokyo International Forum Hall".

## Faixas
| N.º | Título                                                 | Duração |  |
| 1.  | "Gallows"                                              | 4:44    |  |
| 2.  | "To Be or Not to Be"                                   | 2:28    |  |
| 3.  | "Dizzy"                                                | 3:50    |  |
| 4.  | "Tokyo-to Rasetsu-ku" (東京都羅刹区)                   | 4:13    |  |
| 5.  | "Rewrite" (リライト)                                   | 4:04    |  |
| 6.  | "Melt into blue sky."                                  | 5:06    |  |
| 7.  | "-Truth-"                                              | 3:43    |  |
| 8.  | "Lulla[by≠bye]"                                        | 6:00    |  |
| 9.  | "Terminal"                                             | 4:23    |  |
| 10. | "Drastica" (ドラスティカ)                              | 3:58    |  |
| 11. | "Gokujou Noushin Rengoku Isshiki" (極上脳震煉獄・弌式) | 4:35    |  |
| 12. | "L.L.B"                                                | 4:00    |  |

| Faixas bônus da edição limitada C |                |         |  |
| N.º                               | Título         | Duração |  |
| 1.                                | "Kenka Drive"  | 4:10    |  |
| Duração total:                    | Duração total: | 55:20   |  |

### DVD
| Faixas bônus da edição limitada A (DVD) |                                  |         |  |
| N.º                                     | Título                           | Duração |  |
| 1.                                      | "Gallows Videoclipe + Making-of" |         |  |

| Faixas bônus da edição limitada B (DVD) |                                                  |         |  |
| N.º                                     | Título                                           | Duração |  |
| 1.                                      | "Drastica (ドラスティカ) Videoclipe + Making-of" |         |  |

## Ficha técnica

### Nightmare
- Yomi - vocal
- Sakito (咲人) - guitarra
- Hitsugi (柩) - guitarra
- Ni~ya - baixo
- Ruka - bateria